# Алис Клейтън
Алис Клейтън (на английски: Alice Clayton) е американска писателка на бестселъри в жанра любовен роман (чиклит).

## Биография и творчество
Алис Клейтън е родена на 10 януари 1950 г. в САЩ.
Учи мюзикъл в колежа и се премества в Лос Анджелис, за да преследва театрална кариера. Няма успех и в продължение повече от десетилетие работи в козметичната индустрия като гримьор, естет и обучител.
На 33 години решава да се насочи към писане на романи. Първият ѝ любовен роман „The Unidentified Redhead“ от поредицата „Червенокосата“ е публикуван през 2010 г. Той става бестселър и дава старт на писателската ѝ кариера.
През 2012 г. е публикуван много успешния ѝ роман в стил хумористичен и еротичен любовен роман „О като оргазъм“ от поредицата „Коктейл“.
Алис Клейтън живее в Сейнт Луис.

## Произведения

### Серия „Червенокосата“ (Redhead)
1. The Unidentified Redhead (2010)
2. The Redhead Revealed (2010)
3. The Redhead Plays Her Hand (2013)

### Серия „Коктейл“ (Cocktail)
1. Wallbanger (2012)
О като оргазъм, изд.: ИК „Бард“, София (2014), прев. Лили Христова
2. Rusty Nailed (2014)
З като закови ме, изд.: ИК „Бард“, София (2015), прев. Мария Панева
3. Screwdrivered (2014)
4. Mai Tai'd Up (2014)
5. Last Call (2015)

### Серия „Хъдсън Валей“ (Hudson Valley)
1. Nuts (2015)
2. Cream of the Crop (2016)
3. Buns (2017)

### Сборници
- A Valentine Anthology (2010) – с Дженифър Делуси, Джесика Маккин, Виктория Майкълс и Алисън Обуриа